# Deleila Piasko
Deleila Piasko (* 2. Mai 1991 in Zürich) ist eine Schweizer Schauspielerin.

## Leben
Deleila Piasko wuchs als Tochter einer Tänzerin und eines Physikers in Zürich auf. 2011 begann sie ein Studium an der Hochschule für Schauspielkunst „Ernst Busch“ Berlin, das sie 2015 abschloss. Während der Ausbildung wirkte sie 2013 am Berliner Arbeiter-Theater (bat) in Shakespeares Titus Andronicus mit und stand 2014 am Deutschen Theater Berlin in Auf hoher See von Sławomir Mrożek auf der Bühne.
Piasko lebt mit Stand April 2025 in Berlin.

### Theater

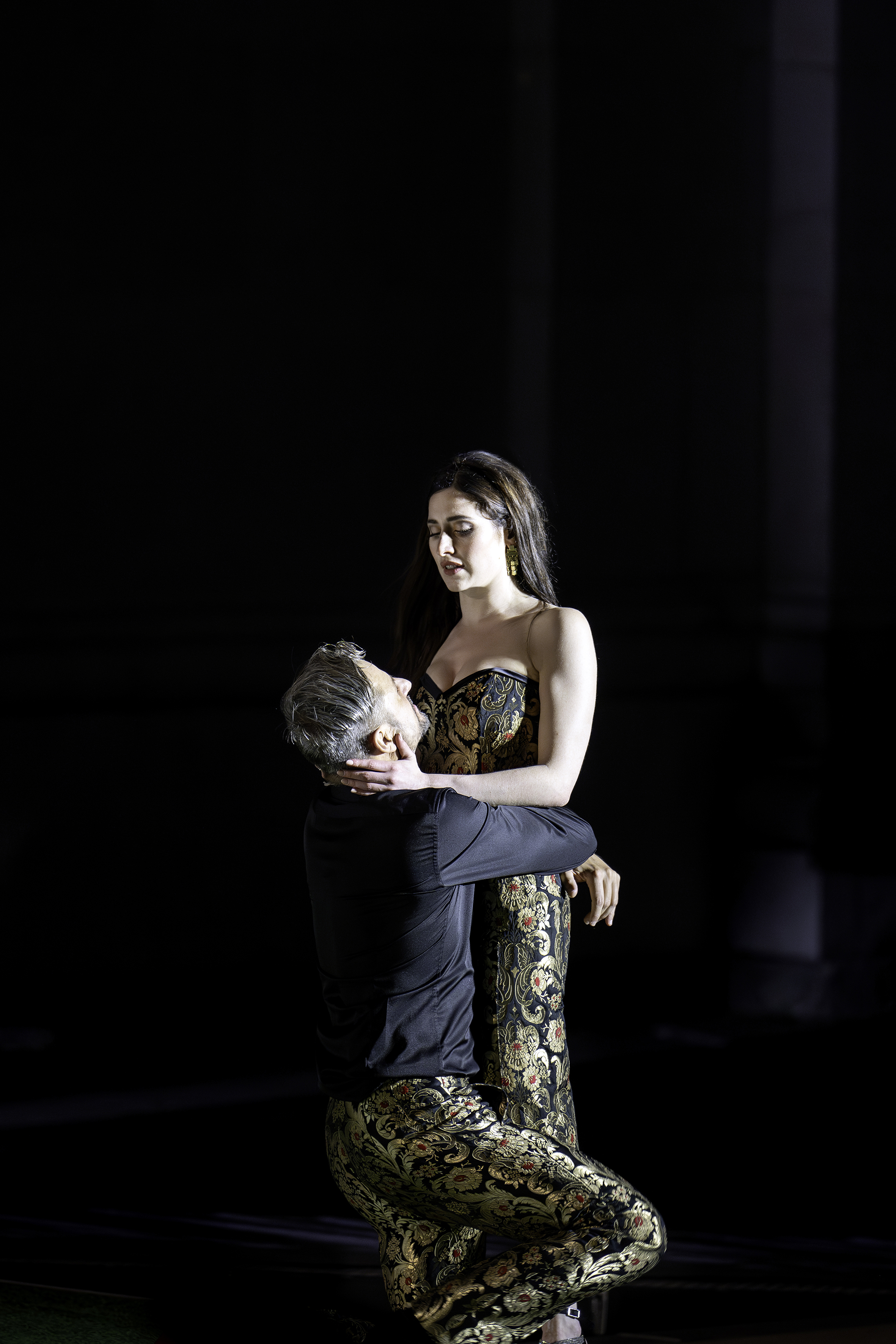
Jedermann und Buhlschaft, Salzburger Festspiele 2024

Nach Abschluss des Studiums war sie bis 2017 festes Ensemblemitglied am Konzert Theater Bern, wo sie unter anderem in der Titelrolle von Anne Frank, als Josephe in Das Erdbeben in Chili unter der Regie von Ulrich Rasche sowie als Julia in Die Vernichtung in einer Inszenierung von Ersan Mondtag und Olga Bach zu sehen war. In den Spielzeiten 2017/18 und 2018/19 war sie am Staatsschauspiel Dresden engagiert und dort unter anderem in der Titelrolle von Yerma von Federico García Lorca, als Ophelia im Hamlet, im Sommernachtstraum, in Der Weg ins Leben sowie in Antigone zu erleben.
Martin Kušej holte sie mit Beginn der Saison 2019/20 als festes Ensemblemitglied ans Wiener Burgtheater, an dem sie bis 2022 blieb. Am Wiener Akademietheater debütierte sie im September 2019 an der Seite von Jan Bülow als Eitan Zimmermann als Wahida in der österreichischen Erstaufführung von Die Vögel von Wajdi Mouawad. Im September 2020 feierte sie in der österreichischen Erstaufführung der Sophokles-Rekomposition antigone. ein requiem von Thomas Köck unter der Regie von Lars-Ole Walburg als Ismene am Akademietheater Premiere. Im Mai 2021 stand sie am Kasino am Schwarzenbergplatz in der österreichischen Erstaufführung von Der Fiskus von Felicia Zeller als Elfi Nanzen auf der Bühne.
Bei Jedermann bei den Salzburger Festspielen übernahm Piasko im Sommer 2024 an der Seite von Philipp Hochmair die Rolle der Buhlschaft.

### Film und Fernsehen
In der Schweizer Filmkomödie Cannabis – Probieren geht über Regieren von Niklaus Hilber spielte sie 2006 die Rolle der Sabrina, im Kinospielfilm Boys Are Us (2012) von Peter Luisi hatte sie eine Hauptrolle als Laura Schoch, der Schwester der Protagonistin Mia. Im Lissabon-Krimi verkörperte sie Eduardo Silvas Tochter Ines, in der Folge Irrlichter (2018) der ARD-Kriminalfilmreihe Wolfsland war sie als Paula zu sehen.
2018 stand sie für Dreharbeiten zum ARD-Fernsehfilm Im Tal des Fuchses nach Charlotte Link vor der Kamera. 2019 drehte sie unter der Regie von Leander Haußmann als letzten Teil seiner DDR-Trilogie nach Sonnenallee und NVA für den Film Stasikomödie. In Detlev Bucks Romanverfilmung Bekenntnisse des Hochstaplers Felix Krull (2021) nach dem gleichnamigen Roman von Thomas Mann übernahm sie die Rolle der Zouzou.
In der im April 2023 veröffentlichten Netflix-Serie Transatlantic gehörte sie als Lisa Fittko zur Hauptbesetzung. In der ZDFneo-Serie Der Schatten verkörperte sie die Rolle der Journalistin Norah Richter, während die Protagonistin in jüngerem Alter von Julia Anna Grob dargestellt wurde. In der SRF-Kino-Koproduktion The Exposure von Thomas Imbach basierend auf Fräulein Else von Arthur Schnitzler übernahm sie an der Seite von Milan Peschel im Herbst 2023 die weibliche Hauptrolle.

## Filmografie (Auswahl)
- 2004: Chyenne (Kurzfilm)
- 2006: Cannabis – Probieren geht über Regieren
- 2012: Boys Are Us
- 2014: Eat the Tourists (Kurzfilm)
- 2016: Luca tanzt leise
- 2017: Papa Moll und die Entführung des fliegenden Hundes
- 2017: Der Bestatter (Fernsehserie)
- 2018: Wolfsland: Irrlichter
- 2019: Der Lissabon-Krimi: Feuerteufel
- 2019: Der Zürich-Krimi – Borchert und der Sündenfall
- 2020: Charlotte Link – Im Tal des Fuchses
- 2021: Bekenntnisse des Hochstaplers Felix Krull
- 2021: Die Ibiza Affäre (Fernsehserie)
- 2022: Stasikomödie
- 2022: Das Weiße Haus am Rhein (Fernsehzweiteiler)
- 2022: Hamilton – Undercover in Stockholm, schwedische Fernsehserie
- 2022: Von Friesen und Pandabären (Kurzfilm)
- 2023: Transatlantic (Fernsehserie)
- 2023: Der Schatten (Fernsehserie)
- 2024: Die Zweiflers (Miniserie)
- 2024: Turmschatten (Fernsehserie)
- 2025: Das zweite Attentat (Fernsehserie)
- 2025: The Exposure